# Anilao
Anilao è una municipalità di quarta classe delle Filippine, situata nella Provincia di Iloilo, nella Regione del Visayas Occidentale.
Anilao è formata da 21 baranggay:
- Agbatuan
- Badiang
- Balabag
- Balunos
- Cag-an
- Camiros
- Dangula-an
- Guipis
- Manganese
- Medina
- Mostro
- Palaypay
- Pantalan
- Poblacion
- Sambag Culob
- San Carlos
- San Juan Crisostomo
- Santa Rita
- Santo Rosario
- Serallo
- Vista Alegre